# Beker van Mauritius
De Beker van Mauritius (MFA Cup) is het nationale voetbalbekertoernooi van Mauritius dat wordt georganiseerd door de Mauritius Football Association (MFA). Het ging in 1957 van start en wordt zoals de meeste bekercompetities met het knock-outsysteem gespeeld.

## Finales
| Jaar                    | Winnaar                   | Uitslag  | Finalist                  |
| ----------------------- | ------------------------- | -------- | ------------------------- |
| 1957                    | FC Dodo                   | 5-2      | Fire Brigade SC           |
| 1958 niet gespeeld      |                           |          |                           |
| 1959                    | Faucon Flacq SC           | 2-0      | Fire Brigade SC           |
| 1960                    | FC Dodo                   | 1-0      | Faucon Flacq SC           |
| 1961                    | FC Dodo                   | 1-1, 2-0 | Faucon Flacq SC           |
| 1962                    | Police Club Port Louis    | 2-1      | FC Dodo                   |
| 1963                    | Police Club Port Louis    | 5-4      | Fire Brigade SC           |
| 1964 niet gespeeld      |                           |          |                           |
| 1965                    | Police Club Port Louis    | 4-2      | Muslim Scouts Port Louis  |
| 1966                    | FC Dodo                   | 2-2, 3-0 | Fire Brigade SC           |
| 1967                    | Faucon Flacq SC           |          | Police Club Port Louis    |
| 1968                    | Police Club Port Louis    |          |                           |
| 1969                    | Hindu Scouts              | 2-0      | Police Club Port Louis    |
| 1970-1976 niet gespeeld |                           |          |                           |
| 1977                    | Hindu Scouts              | 1-0      | Police Club Port Louis    |
| 1978-1979 niet gespeeld |                           |          |                           |
| 1980                    | Fire Brigade SC           | 1-0      | Police Club Port Louis    |
| 1981                    | Fire Brigade SC           | 3-1      | Hindu Cadets              |
| 1982                    | Fire Brigade SC           | 1-0      | Police Club Port Louis    |
| 1983                    | Fire Brigade SC           | 1-0      | Fuel Youth FC Flacq       |
| 1984                    | Police Club Port Louis    |          |                           |
| 1985                    | Sunrise Flacq United      |          |                           |
| 1986                    | Fire Brigade SC           |          |                           |
| 1987                    | Sunrise SC                | 2-1      | Racing                    |
| 1988                    | Cadets Club Quatre Bornes | 1-0      | Fuel Youth FC Flacq       |
| 1989                    | Fire Brigade SC           | 5-0      | Cadets Club Quatre Bornes |
| 1990                    | Fire Brigade SC           | 7-0      | Cadets Club Quatre Bornes |
| 1991                    | Fire Brigade SC           | 1-0      | ? (RBBS of Scouts Club)   |
| 1992                    | Sunrise SC                | 2-0      | Cadets Club Quatre Bornes |

| Jaar                | Winnaar                  | Uitslag      | Finalist                  |
| ------------------- | ------------------------ | ------------ | ------------------------- |
| 1993                | Sunrise SC               | 2-1          | Scouts Club Port Louis    |
| 1994                | Fire Brigade SC          | 3-0          | Cadets Club Quatre Bornes |
| 1995                | Fire Brigade SC          | 2-1          | Cadets Club Quatre Bornes |
| 1996                | Sunrise Flacq United     | 2-1          | Scouts Club Port Louis    |
| 1997                | Fire Brigade SC          | 3-1          | Sunrise FU                |
| 1998                | Fire Brigade SC          | 3-0          | Scouts Club Port Louis    |
| 1999 afgebroken     |                          |              |                           |
| 2000 niet gespeeld  |                          |              |                           |
| 2001                | US Beau Bassin-Rose Hill | 2-1          | Olympique Moka            |
| 2002                | AS Port-Louis 2000       | 3-0          | Olympique Moka            |
| 2003                | Savanne SC               | 1-1 ns (4-2) | AS Port-Louis 2000        |
| 2004                | Savanne SC               | 3-2          | Flacq SC                  |
| 2005                | AS Port-Louis 2000       | 2-0          | Pointe-Aux-Sables Mates   |
| 2006                | Curepipe Starlight SC    | 0-0 ns (9-8) | Savanne SC                |
| 2007                | Petite Rivière Noire SC  | 2-0          | AS Port-Louis 2000        |
| 2008                | Curepipe Starlight SC    | 4-2 nv       | AS Vacoas-Phoenix         |
| 2009                | Pamplemousses SC         | 6-1          | Etoile l‘Est              |
| 2010                | AS Vacoas-Phoenix        | 1-0          | Pointe-Aux-Sables Mates   |
| 2011, 2012 onbekend |                          |              |                           |
| 2013                | Curepipe Starlight SC    | 3-2          | Petite Rivière Noire SC   |
| 2014                | Petite Rivière Noire SC  | 3-1 nv       | Pamplemousses SC          |
| 2015                | Petite Rivière Noire SC  | 2-0          | Pamplemousses SC          |
| 2016                | Pamplemousses SC         | 2-1          | Petite Rivière Noire SC   |
| 2017                | AS Port-Louis 2000       | 2-0          | Pamplemousses SC          |
| 2018                | Pamplemousses SC         | 2-1          | GRSE Wanderers            |
| 2019                | Roche-Bois Bolton City   | 2-0          | AS de Vacoas-Phoenix      |
| 2020                | Afgelast                 |              |                           |
| 2021                | Afgelast                 |              |                           |
| 2022-2023           | GRSE Wanderers           | 2-1          | AS Port-Louis 2000        |
| 2024                |                          |              |                           |

### Prestaties per club
| Club                                         | Aantal |
| -------------------------------------------- | ------ |
| Fire Brigade SC                              | 12     |
| Police Club Port Louis                       | 5      |
| Sunrise Flacq United inclusief Sunrise SC/FU | 5      |
| FC Dodo                                      | 4      |
| Curepipe Starlight SC                        | 3      |
| Petite Rivière Noire SC                      | 3      |
| Pamplemousses SC                             | 3      |
| AS Port-Louis 2000                           | 3      |
| Faucon Flacq SC                              | 2      |
| Hindu Scouts                                 | 2      |
| Savanne SC                                   | 2      |
| US Beau Bassin-Rose Hill                     | 1      |
| Cadets Club Quatre Bornes                    | 1      |
| AS Vacoas-Phoenix                            | 1      |
| Roche-Bois Bolton City                       | 1      |
| GRSE Wanderers                               | 1      |

Algerije ·
Angola ·
Benin ·
Botswana ·
Burkina Faso ·
Burundi ·
Centraal-Afrikaanse Republiek ·
Comoren ·
Congo-Brazzaville ·
Congo-Kinshasa ·
Djibouti ·
Egypte ·
Equatoriaal-Guinea ·
Ethiopië ·
Gabon ·
Gambia ·
Ghana ·
Guinee ·
Guinee-Bissau ·
Ivoorkust ·
Kameroen ·
Kenia ·
Lesotho ·
Liberia ·
Libië ·
Madagaskar ·
Mali ·
Marokko ·
Mauritanië ·
Mauritius ·
Mozambique ·
Namibië ·
Niger ·
Nigeria ·
Oeganda ·
Réunion ·
Rwanda ·
Sao Tomé en Principe ·
Senegal ·
Seychellen ·
Sierra Leone ·
Soedan ·
Somalië ·
Swaziland ·
Tanzania ·
Togo ·
Tsjaad ·
Tunesië ·
Zambia ·
Zimbabwe ·
Zuid-Afrika